# Друга инаугурација председника Џорџа В. Буша
Друга инаугурација Џорџа В. Буша за председника Сједињених Држава одржана је у четвртак, 20. јануара 2005. године, на западном фронту Капитола Сједињених Држава у Вашингтону, Дистрикт Колумбија. Била је то 55. инаугурација и означила је почетак друге и последњи мандат Џорџа В. Буша као председника и Дика Чејнија као потпредседника. Обољели врховни судија Вилијам Ренквист положио је председничку заклетву посљедњи пут пре своје смрти 3. септембра те године. Извештено је да је присуство инаугурацији било око 100 000, 300 000, или 400 000.

## Говор
Бушево наступно обраћање, одржано за 21 минут, усредсредило се и проширило на претходне спољнополитичке напомене које се односе на промоцију демократије широм света, као и на то да људска права постану водећим принципом спољне политике САД. Према Вилијаму Сафиреу, Буш је рекао свом главном писцу говора, Мајклу Герсону, „Желим да ово буде говор слободе“. Амерички витални интереси и наша најдубља веровања сада су једно. Од дана нашег оснивања, прогласили смо да сваки мушкарац и жена на овој земљи имају права, достојанство и неупоредиву вредност, јер носе лик Створитеља неба и земље. Кроз генерације смо прокламовали императив самоуправе, јер нико није способан да буде господар, а нико не заслужује да буде роб. Унапређење ових идеала је мисија која је створила нашу нацију. То је часно достигнуће наших очева. Сада је то хитан захтев сигурности наше нације и позив нашег времена. Дакле, политика Сједињених Држава је да траже и подржавају раст демократских покрета и институција у свакој нацији и култури, са крајњим циљем да окончају тиранију у нашем свету.
А касније:
Данас Америка изнова говори народима света: Сви који живе у тиранији и безнађу могу знати: Сједињене Државе неће игнорисати ваше угњетавање или оправдати ваше насилнике. Када се заложите за своју слободу, ми ћемо стајати уз вас. Демократски реформатори који се суочавају с репресијом, затвором или изгнанством могу знати: Америка вас види онаквима какви сте: будући лидери ваше слободне земље.
У комбинацији, говор је 49 пута употребио речи „слободан“, „слобода“ и „слобода“.